# Claude Durand
Pour les articles homonymes, voir Claude Durand (homonymie) et Durand.
Claude Durand, né le 9 novembre 1938 à Livry-Gargan et mort le 6 mai 2015, à Paris, est un éditeur, traducteur d'anglais et espagnol en français et écrivain français.

## Biographie

### Famille
Claude Durand est le fils de Félix Durand et de Suzanne Thuret. Époux de la traductrice Carmen Perea (1937-2016), il a deux fils, Jean-Marc et Frédéric.

### Carrière
Claude Durand entre dans la vie active à quatorze ans et devient instituteur à dix-neuf ans, après un passage par l'École normale d'instituteurs de Versailles ; il exerce un temps cette profession, faisant écrire à chaque élève un roman pendant l'année scolaire. Il milite dans sa jeunesse pour Pierre Mendès-France et à la Ligue des droits de l'homme. Après avoir envoyé un manuscrit, il entre en 1958 comme lecteur aux éditions du Seuil. En 1965, il devient éditeur à la direction de la collection « Écrire ». Il crée ensuite la collection « Combats » publiant des auteurs de gauche d'Amérique latine et des pays de l'Est. En 1967, il découvre Gabriel García Márquez avec Cent ans de solitude, dont il réalise une traduction en compagnie de sa femme Carmen, et en 1973 sort L'Archipel du Goulag d'Alexandre Soljenitsyne. En 1978, il accède au poste de directeur général des éditions Grasset qu'il quitte bientôt pour les éditions Fayard en 1980. Il prend sa retraite d'éditeur en 2009.
Claude Durand n'a écrit qu'un seul livre durant sa carrière d'éditeur, La Nuit zoologique, qui a cependant obtenu le Prix Médicis en 1979. En 2010, il publie une fiction, J'aurais voulu être éditeur, sous un pseudonyme qu'il dénonce paradoxalement dès la quatrième de couverture et poursuit une carrière d'écrivain. Par ailleurs, il tient à partir de 2010 un bloc-notes mensuel dans le magazine international de langue française La Revue.
Claude Durand a traduit en français des œuvres de Gabriel García Márquez, Isabel Allende, Jorge Semprún, Alan Sillitoe, ainsi que d'autres auteurs hispanophones ou anglophones.
Comme autres livres polémiques, il publia Une jeunesse française et La Face cachée du Monde de Pierre Péan ou La Bible des Peuples, attaqué par des éditeurs religieux. Il a également publié Serge Klarsfeld, et Renaud Camus au nom de la liberté d'expression. Certains livres font régulièrement l'objet de campagnes de dénigrement médiatiques ; à cela, il répond : « un des fléaux de la vie intellectuelle de ce pays, c'est que lorsqu'on est à court d'arguments contre quelqu'un et qu'on veut néanmoins l'exécuter, on a tout de suite recours à la bombe atomique : on l'accuse d'être antisémite, raciste, pédophile, quand ce n'est pas les trois à la fois ».
Il a accompagné des centaines d'auteurs au cours de sa carrière, dont Hélène Carrère d'Encausse, Élisabeth Badinter, Jean Delumeau, Régis Debray, Max Gallo, Régine Desforges, Frédéric Vitoux, Jacques Attali, Jean Vautrin, Patrick Besson ou encore Michel Houellebecq et fait publier en France des ouvrages de personnalités politiques comme François Mitterrand, Alain Peyrefitte, Lech Wałęsa, Hillary Clinton, Shimon Pérès et Nelson Mandela. Il quitte son poste de PDG de Fayard en 2009.
En octobre 2013, il fait partie des dix-neuf signataires de « Touche pas à ma pute ! Le manifeste des 343 salauds » pour protester contre les sanctions qui pourraient toucher les clients des prostituées. Il est candidat à l'Académie française le 14 novembre 2013 au fauteuil de Félicien Marceau : il affronte Didier Van Cauwelaert et obtient 7, 9 et 8 voix aux trois tours contre 7 à chaque tour pour son concurrent (avec 26 votants, c'est donc une élection blanche).
Il est inhumé au cimetière de Montmartre (division 20).

## Décorations
- Commandeur de la Légion d'honneur (14 juillet 2014)[15]
- Commandeur de l'ordre des Arts et des Lettres en 2000, en qualité d'« éditeur »[16].

## Œuvre

### Écrits
- 1958 : Le Plat du jour, Ecrire n°6, 1958, éditions du Seuil.
- 1960 : Le Bord de la mer, roman, éditions du Seuil.
- 1963 : L'Autre Vie, éditions du Seuil
- 1963 : Le Droit de regard (avec Jean Cayrol), éditions du Seuil
- 1979 : La Nuit zoologique, éditions Grasset – prix Médicis
- 2010 : J'aurais voulu être éditeur, sous le pseudonyme de François Thuret, postface de Claude Durand, éditions Albin Michel
- 2011 : Agent de Soljenitsyne, éditions Fayard – prix des Éditeurs
- 2011 : J'étais numéro un, éditions Albin Michel
- 2013 : Le Pavillon des écrivains, éditions de Fallois
- 2015 : Usage de Faux, éditions de Fallois
- 2015 : M'man, éditions Fayard

### Filmographie
- 1958 : Les spécialités de la mer
- 1960 : On vous parle (court métrage) réalisé avec Jean Cayrol
- 1961 : Madame se meurt (court métrage documentaire) réalisé avec Jean Cayrol
- 1961 : La Frontière (court métrage documentaire) réalisé avec Jean Cayrol
- 1964 : Le Coup de grâce réalisé avec Jean Cayrol